# خواکین پارا
خواکین پارا (انگلیسی: Joaquín Parra؛ زادهٔ ۱۷ ژوئن ۱۹۶۱) بازیکن فوتبال اهل اسپانیا است.
از باشگاه‌هایی که در آن بازی کرده‌است می‌توان به باشگاه فوتبال رئال بتیس، باشگاه فوتبال اتلتیکو مادرید، و باشگاه فوتبال رئال مادرید اشاره کرد.
وی همچنین در تیم‌های ملی فوتبال زیر ۲۱ سال اسپانیا و زیر ۲۳ سال اسپانیا بازی کرده‌است.